# یانوف ناد نیسوو
یانوف ناد نیسوو (به چکی: Janov nad Nisou) یک منطقهٔ مسکونی در جمهوری چک است که در ناحیه یابلونتس ناد نیسوو واقع شده‌است.